# 슬로바키아 국민당
슬로바키아 국민당(-國民黨, 슬로바키아어: Slovenská národná strana, SNS)는 1989년 슬로바키아에서 만들어진 민족주의 정당이다.
창당 초기에는 극우 성향이 짙었고 특히 얀 슬로타(Ján Slota) 지도부 시기에는 헝가리인, 로마니인을 대상으로 증오 발언을 하는 등 노골적인 행보를 보였으나, 현재는 방향-사회민주주의 같은 좌익 세력과 연정을 맺으며 절충화되었다. 현재 지도자는 안드레이 단코이며, 2016년 총선 이후 방향-사회민주주의, 모스트-히드, 시에티와 연정을 구성했다.